# Лиляна Поповска
Лиляна Поповска (на македонска литературна норма: Лилјана Поповска) е политичка от Северна Македония, председателка на партията Демократично обновление на Македония от 2006 до 2018 година.

## Биография
Родена е на 24 май 1956 година в град Прилеп. Завършва органична химия в Технологично-металургичния факултет на Скопския университет. Там завършва и магистър по технически науки. По-късно защитава докторска дисертация по политология.
В периода 1982-1993 година работи в завода Алкалоид. Между 1998 и 1999 година е заместник-министър на регионалното развитие. От 1999 до 2002 година е съветник на кмета на Скопие за планиране и развитие.
В 2002, 2006, 2008, 2011, 2014 и 2016 година е избрана за представител в Събранието. През 2006 - 2018 година председателства основаната от нея партия Демократично обновление на Македония.